# Zauzimanje utvrde Ticonderoga
Zauzimanje utvrde Ticonderoga je bio događaj koji se zbio na početku Američkog rata za neovisnost. 10. svibnja 1775. pukovnici Ethan Allen i Benedict Arnold iznenada su napali male postrojbe Britanaca u utvrdi Ticonderoga. Topovi te utvrde su imali važnu ulogu u mnogim bitkama prije zauzeća, kao na primjer, razbijanje opsade Bostona.

## Pozadina
Prije početka oružanih sukoba u Američkom ratu za neovisnost američki revolucionari bili su se zanimali za utvrdu Ticonderoga zbog više razloga. Kao prvo ta utvrda im je bila jako važna zbog svojih čvrstih zidina i topova te teškoga topništva koje Amerikanci nisu imali na pretek i nalazilo se na jako važnom strateškom položaju između trinaest američkih kolonija i Kanade.
Nakon oružanih sukoba kod Lexingtona i Concorda Amerikanci su odlučili zauzeti utvrdu Ticonderoga prije nego što bi Britancima stigla pomoć koji bi je mogli iskoristiti kako bi napadali Amerikance s leđa.
Plan ove uspješne bitke su napravili pukovnici Ethan Allen i Benedict Arnold.

## Pohod
Dvije samostalne ekspedicije su bile spremne (jedna iz Massachusettsa, druga iz Connecticuta) za zauzimanje Ticonderoge. Benedict Arnold je bio proglašen pukovnikom te je postavljen za vođu ekspedicija iz Massachusettsa dok je Silas Deane u Hatfordu organizirao ekspediciju iz Connecticuta.
Ethan Allen je organizirao zasebne postrojbe Green Mountains Boys koji su imale oko 100 ljudi. Tijekom pohoda na Ticonderogu pridružilo im se još 50 iz Massachusettsa i 20 iz Connecticuta. 
Ta zasebna ekspedicija se okupila 7. svibnja 1775. u Castletonu gdje je Ethan Allen proglašen za pukovnika te su Easten i Warner bili njegovi zamjenici. Za to vrijeme satnik Noah Phelps ušao je u utvrdu kao čistač te je saznao da su zidine u trošnom stanju i sve zalihe municije namočene što je bilo ohrabrujuće za nadolazeće američke ekspedicije.
9. svibnja Benedict Arnold je stigao u Castletown gdje je odmah preuzeo zapovjedništvo nad operacijom. Mnogo Green Mountain Boysa su se pobunili protiv toga te su zaprijetili da će bolje otići kući nego služiti nekome drugome osim Ethanu Allenu, stoga je Benedict Arnold odlučio da će mu se Ethan Allen pridružiti na mjestu zapovjednika.
Oko 2 sata ujutro Amerikanci su bili spremni prijeći jezero i doći do utvrde, no imali su samo dva broda, stoga su samo Arnold i Allen i njegovih 83 Green Mountain Boysa prešli na drugu stranu jezera dok je zapovjednik Douglas spremao ostatak vojske.
No dok su se Amerikanci pripremali došla je zora. Element iznenađenja je propao pa su Amerikanci morali napasti. U "bitci" je ispaljen samo jedan metak i to od strane britanskog stražara koji je nakon toga utrčao u utvrdu. Arnold i Allen su došli do vrata utvrde te zatražili predaju. Britanci su je prihvatili te je osvajanje vrlo važne utvrdu bez ikakvih ozljeda.

## Nakon bitke
Ubrzo nakon zauzimanja Utvrda Ticonderoga je prestala biti važna točka u daljnjem ratovanju, no ipak je njezino osvajanje je puno pripomoglo Amerikancima u daljnjem ratovanju. Prekinuta je komunikacija između britanskog teritorija u Kanadi i onog u Bostonu. Britanci su ostali razbijene vojske s dva zapovjednika. Na jednoj strani je bio general Guy Carleton s vojskom iz Kanade dok je general William Howe upravljao s onom vojskom uzduž atlantske obale. To razdvajanje je izazvalo veliku pomutnju kod Britanaca te je i uzrokovalo britanski poraz kod Saratoge 1777. što je promijenilo tijek rata.

## Poveznice
- Američki rat za neovisnost

## Vanjske poveznice
- "Capture of Ticonderoga", excerpt from Thrilling Incidents in American History by J.W. Barber, 1860.